# Лепельский замок
Ле́пельский замок (бел. Лепельскі замак) — оборонительное укрепление из дерева, располагался в границах города Лепель (теперь — деревня Старый Лепель; Витебская область, Белоруссия) на острове озера Лепельское. Замок не сохранился.

## История
Построен во время Ливонской войны 1558—1582 годах. В 1562 году замок имел постоянный гарнизон, вооружённый артиллерией.
В 1563 году Лепельский замок был сожжен русскими войсками, которыми на его месте был заложен острог с гарнизоном стрельцов, однако великоняжеское войско под командованием гетмана Николая Радзивилла Рыжего вскоре ликвидировало его.
В 1568 году король Сигизмунд II Август принимает решение восстановить замок в Лепеле, и в тот же год лепельское мещанство и крестьяне из близлежащих деревень под руководством старосты Ю. Зеновича начали работы по восстановлению замка. Прямоугольный замок имел четыре угловые башни. Ров, наполняемый при необходимости водой из Лепельского озера, отделял замок от городских построек. В замке разместился гарнизон в 200 всадников и 100 пехотинцев. Из Вильно в замок были направлены большие партии огнестрельного оружия и амуниции. В замке было значительное количество артиллерии.